# Carl Puke
Carl August Puke, född den 3 oktober 1844 i Stockholm, död den 16 december 1907 i Karlskrona, var en svensk sjömilitär. Han var sonson till Johan af Puke.
Puke blev sekundlöjtnant vid flottan 1864 och löjtnant 1869. Efter anställning i engelsk örlogstjänst 1868–1871 blev han kapten 1880. Puke var adjutant hos överkommendanten vid flottans station i Karlskrona 1879–1881, adjutant hos stationsbefälhavaren vid flottans station i Karlskrona 1890–1893, chef för exercis- och underbefälsskolorna där 1893–1896, chef för Ekipagedepartementet där 1896–1902 och ledamot i direktionen över Flottans pensionskassa från 1899. Han befordrades till kommendörkapten av andra graden 1889, av första graden 1892 och till kommendör i flottan 1900. Puke beviljades avsked med tillstånd att som kommendörkapten av första graden kvarstå i flottans reserv 1902. Han var besiktningsman vid flottans station i Karlskrona från 1903. Puke invaldes som ledamot av Örlogsmannasällskapet 1881. Han blev riddare av Svärdsorden 1884.